# Gustaf Eriksson (politiker)
Erik Gustaf Eriksson (i riksdagen kallad Eriksson i Västbro), född 18 januari 1876 i Bollnäs socken i Gävleborgs län, död 6 februari 1961 i Bro församling i Värmlands län, var en svensk politiker (bondeförbundet) och godsägare. 
Eriksson var från 1903 ägare till Västbro gård i Bro, en egendom som omfattade 667 hektar 1940. Han var ledamot av riksdagens andra kammare 1925–1928, landstingsman för Värmlands läns landsting 1918–1946 samt ledamot av Värmlands hushållningssällskaps förvaltningsutskott.